# إريثروزين
إريثروزين (بالإنجليزية: Erythrosine)‏ والمعروف أيضا بالاسم E127 هو مركب يود عضوي [الإنجليزية] مشتق من الفلورون [الإنجليزية]. هو صباغ وردي محمر يُستخدم في تلوين الغذاء، ومستحضرات التجميل، وتلوين الشعر، ومنتجات الحيوانات الأليفة، والملونات الصناعية المتنوعة.

## التاريخ
اكتشف الكيميائي السويسري كارل كوسماول المُلوِّن إريثروزين في جامعة بازل عام 1876 فسوقته شركة بيندشيدلر آند بوش [الإنجليزية] المحلية لصبغ الصوف الحرير.

## الإنتاج
يُصطنع الإريثروزين من الفينول وأنهيدريد الفثاليك اللذين يُعالجان إلى فلوريسين. ثم يُعالجان الفلوريسين باليود مُنتجًا الصبغة الحمراء الفاقعة.